# Західноавстралійська течія

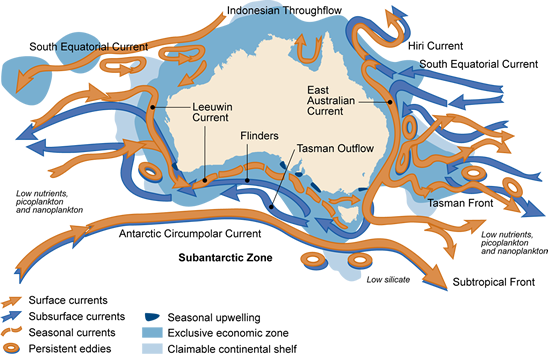
Океанські течії, що оточують Австралію. Західноавстралійська течія розташована там, де Течія Леувіна позначена і тече у напрямку, протилежному течії Леувіна

Західноавстралійська течія —  прохолодна поверхнева течія Південного океану та Південної частини Індійського океану.
Починається як Течія Півдня Індійського океану, що відгалужується від Антарктичної циркумполярної течії (також відомої як Течія Західних вітрів
). 
Течія при наближенні до Західної Австралії, вона повертає на північ, паралельно західному узбережжю Австралії, і стає Західноавстралійською течією.
Течія переважно сезонна, взимку слабша, а влітку сильніша, на неї впливають вітри в цій місцевості. 

Крім Західноавстралійської течії, що протікає вздовж узбережжя Західної Австралії, уздовж цього узбережжя протікає також течія Леувіна

та Південноавстралійська протитечія, причому перша тече у протилежному напрямку. 
Ці три течії разом сприяють випаданню опадів і у південно-західному регіоні Західної Австралії. 

Температура води на поверхні 19—26° у лютому і 15—21° у серпні. Солоність до 35,7 ‰. Швидкість до 1 км/ годину. Переходить у Південну Пасатну течію.